# زیباموش هاتسون
زیباموش هاتسون (نام علمی: Calomyscus hotsoni) که به نام کالومیسکوس هاتسون یا موش دم‌جارویی هاتسون نیز شناخته می‌شود، گونه‌ای از جوندگان تیرهٔ Calomyscidae و بومی جنوب غربی پاکستان و جنوب شرقی ایران است (Norris et al. , 2008).